# 55e cérémonie des Oscars
La 55e cérémonie des Oscars du cinéma s'est déroulé le lundi 11 avril 1983 à 18h00 au Dorothy Chandler Pavilion du County Music Center à Los Angeles en Californie. 

## La cérémonie
La cérémonie récompensa les meilleurs films de l'année 1982 dans 24 catégories. Elle dura 3 heures et 15 minutes et fut diffusée en direct sur la chaîne ABC.

### Équipe technique
- Maîtres de cérémonie : Liza Minnelli, Dudley Moore, Richard Pryor, Walter Matthau
- Producteur : Howard W. Koch
- Dialoguistes : Hal Kanter, Jack Rose, Rod Warren, Leonard Spigelgass
- Directeur musical : Bill Conti
- Réalisateur télé : Marty Pasetta

### Le spectacle
- It All Comes Down to This (numéro d'ouverture) interprété par Walter Matthau, Liza Minnelli, Dudley Moore et Richard Pryor[1]
- Eye of the Tiger interprété par Sandahl Bergman
- How Do You Keep the Music Playing? interprété par Patti Austin et James Ingram
- If We Were In Love interprété par Melissa Manchester
- It Might Be You interprété par Stephen Bishop
- Up Where We Belong interprété par Joe Cocker et Jennifer Warnes

## Palmarès
Les lauréats sont indiqués ci-dessous en premier de chaque catégorie et en gras.

### Meilleur film
(remis par Carol Burnett)
- Gandhi de Richard Attenborough
  - E.T. l'extra-terrestre (E.T.: The Extra-Terrestrial) de Steven Spielberg
  - Missing de Costa-Gavras
  - Tootsie de Sydney Pollack
  - Le Verdict (The Verdict) de Sidney Lumet

### Meilleur réalisateur
(remis par Billy Wilder)
- Richard Attenborough pour Gandhi
  - Wolfgang Petersen pour Le bateau (Das Boot) (R.F.A.)
  - Steven Spielberg pour E.T. l'extraterrestre
  - Sydney Pollack pour Tootsie
  - Sidney Lumet pour Le verdict

### Meilleur acteur
(remis par John Travolta)
- Ben Kingsley pour le rôle de Gandhi dans Gandhi
  - Dustin Hoffman pour le rôle de Michael "Dorothy Michaels" Dorsey dans Tootsie
  - Jack Lemmon pour le rôle de Ed Horman dans Missing : Porté disparu
  - Paul Newman pour le rôle de Frank Galvin dans Le Verdict
  - Peter O'Toole pour le rôle de Alan Swann dans Où est passée mon idole ? (My Favorite Year) de Richard Benjamin

### Meilleure actrice
(remis par Sylvester Stallone)
- Meryl Streep pour le rôle de Sophie Zawistowski dans Le Choix de Sophie (Sophie's choice) d'Alan J. Pakula[2]
  - Julie Andrews pour le rôle de Victoria "Victor Grazinski" Grant dans Victor Victoria (Victor Victoria) de Blake Edwards
  - Jessica Lange pour le rôle de Frances Farmer dans Frances de Graeme Clifford
  - Sissy Spacek pour le rôle de Beth Horman dans Missing :Porté disparu
  - Debra Winger pour le rôle de Paula Pokrifki Officier et Gentleman (An Officer and a Gentleman) de Taylor Hackford

### Meilleur acteur dans un rôle secondaire
(remis par Christopher Reeve et Susan Sarandon)
- Louis Gossett Jr. pour le rôle du sergent Emil Foley dans Officier et Gentleman
  - Charles Durning pour le rôle du Gouverneur dans La Cage aux poules (The Best Little Whorehouse in Texas) de Colin Higgins
  - John Lithgow pour le rôle de Roberta Muldoon dans Le Monde selon Garp (The World According to Garp) de George Roy Hill
  - James Mason pour le rôle de Ed Concannon dans Le Verdict
  - Robert Preston pour le rôle de Carroll Todd dans Victor Victoria

### Meilleure actrice dans un rôle secondaire
(remis par Robert Mitchum et Sigourney Weaver)
- Jessica Lange pour le rôle de Julie Nichols dans Tootsie
  - Glenn Close pour le rôle de Jenny Fields dans Le monde selon Garp
  - Teri Garr pour le rôle de Sandy Lester dans Tootsie
  - Kim Stanley pour le rôle de Lillian Farmer dans Frances
  - Lesley Ann Warren pour le rôle de Norma Cassidy dans Victor Victoria

### Meilleur scénario original
(remis par Philip Dunne)
- John Briley pour Gandhi
  - Barry Levinson pour Diner de Barry Levinson
  - Melissa Mathison pour E.T. l'extraterrestre
  - Douglas Day Stewart pour Officier et Gentleman
  - Larry Gelbart (histoire et scénario), Murray Schisgal (scénario) et Don McGuire (histoire) pour Tootsie

### Meilleure adaptation
(remis par Philip Dunne)
- Costa-Gavras et Donald E. Stewart pour Porté disparu[3]
  - Wolfgang Petersen pour Le bateau
  - Alan J. Pakula pour Le choix de Sophie
  - David Mamet pour Le Verdict
  - Blake Edwards pour Victor Victoria

### Meilleur film étranger
(remis par Luise Rainer et Jack Valenti)
- Volver a empezar de José Luis Garci •  Espagne
  - Alsino et le Condor (Alsino y el cóndor) de Miguel Littín  Nicaragua
  - La Vie privée (Chastnaya zhizn) de Yuli Raizman •  Union soviétique
  - Coup de torchon de Bertrand Tavernier •  France
  - Le Vol de l'aigle (Ingenjör Andrées luftfärd) de Jan Troell •  Suède

### Meilleure photographie
(remis par Michael Keaton et Nastassja Kinski)
- Billy Williams et Ronnie Taylor pour Gandhi
  - Jost Vacano pour Le bateau
  - Allen Daviau pour E.T. l'extraterrestre
  - Néstor Almendros pour Le choix de Sophie
  - Owen Roizman pour Tootsie

### Meilleure direction artistique
(remis par Margot Kidder et William Shatner)
- Stuart Craig, Robert W. Laing et Michael Seirton pour Gandhi
  - Dale Hennesy et Marvin March pour Annie de John Huston
  - Lawrence G. Paull, David L. Snyder et Linda DeScenna pour Blade Runner de Ridley Scott
  - Franco Zeffirelli et Gianni Quaranta pour La Traviata de Franco Zeffirelli
  - Rodger Maus, Tim Hutchinson, William Craig Smith et Harry Cordwell pour Victor Victoria

### Meilleurs costumes
(remis par Steve Guttenberg et Ann Reinking)
- John Mollo et Bhanu Athaiya pour Gandhi
  - Albert Wolsky pour Le choix de Sophie
  - Piero Tosi pour La Traviata
  - Elois Jenssen et Rosanna Norton pour Tron (TRON) de Steven Lisberger
  - Patricia Norris pour Victor Victoria

### Meilleure chanson originale
(remis par Olivia Newton-John)
- Jack Nitzsche et Buffy Sainte-Marie (musique) et Will Jennings (paroles) pour "Up Where We Belong" dans Officier et Gentleman
  - Michel Legrand (musique) et Alan Bergman et Marilyn Bergman (paroles) pour "How Do You Keep the Music Playing?" dans Best Friends de Norman Jewison
  - Jim Peterik et Frankie Sullivan pour "Eye of the Tiger" dans Rocky 3, l'œil du tigre de Sylvester Stallone
  - Dave Grusin (musique) et Alan Bergman et Marilyn Bergman (paroles) pour "It Might Be You" dans Tootsie
  - John Williams (musique) et Alan Bergman et Marilyn Bergman (paroles) pour "If We Were In Love" dans Yes, Giorgio de Franklin J. Schaffner

### Meilleure musique originale
(remis par Cher et Plácido Domingo)
- John Williams pour E.T. l'extraterrestre
  - Ravi Shankar et George Fenton pour Gandhi
  - Jack Nitzsche pour Officier et Gentleman
  - Jerry Goldsmith pour Poltergeist de Tobe Hooper
  - Marvin Hamlisch pour Le choix de Sophie

### Meilleure adaptation musicale
(remis par Cher et Plácido Domingo)
- Henry Mancini et Leslie Bricusse pour Victor Victoria
  - Ralph Burns pour Annie
  - Tom Waits pour Coup de cœur (One from the Heart) de Francis Ford Coppola

### Meilleur montage
(remis par Tom Selleck et Raquel Welch)
- John Bloom pour Gandhi
  - Hannes Nikel pour Le Bateau
  - Carol Littleton pour E.T. l'extraterrestre
  - Peter Zinner pour Officier et Gentleman
  - Fredric Steinkamp et William Steinkamp pour Tootsie

### Meilleur son
(remis par Lisa Eilbacher et David Keith)
- Robert Knudson, Robert Glass, Don Digirolamo et Gene Cantamessa pour E.T. l'extraterrestre
  - Milan Bor, Trevor Pyke et Mike Le Mare pour Le bateau
  - Gerry Humphreys, Robin O'Donoghue, Jonathan Bates et Simon Kaye pour Gandhi
  - Arthur Piantadosi, Les Fresholtz, Rick Alexander et Les Lazarowitz pour Tootsie
  - Michael Minkler, Bob Minkler, Lee Minkler et James LaRue pour Tron

### Meilleurs effets spéciaux
(remis par Elizabeth McGovern et Eddie Murphy)
- Carlo Rambaldi, Dennis Muren et Kenneth Smith pour E.T. l'extraterrestre
  - Douglas Trumbull, Richard Yuricich et David Dryer pour Blade Runner
  - Richard Edlund, Michael Wood et Bruce Nicholson pour Poltergeist

### Meilleurs mixage
(remis par Jamie Lee Curtis et Carl Weathers)
- Charles L. Campbell et Ben Burtt pour E.T. l'extraterrestre
  - Mike Le Mare pour Le bateau
  - Stephen Hunter Flick et Richard L. Anderson pour Poltergeist

### Meilleurs maquillages
(remis par Jane Russell et Cornel Wilde)
- Sarah Monzani et Michèle Burke pour La Guerre du feu de Jean-Jacques Annaud
  - Tom Smith pour Gandhi

### Meilleur documentaire
(remis par JoBeth Williams et David L. Wolper)
- Just Another Missing Kid produit par John Zaritsky
  - After the Axe produit par Sturla Gunnarsson et Steve Lucas
  - Ben's Mill produit par John Karol et Michel Chalufour
  - In Our Water produit par Meg Switzgable
  - A Portrait of Giselle produit par Joseph Wishy

### Meilleur court métrage (prises de vues réelles)
(remis par Matt Dillon et Kristy McNichol)
- A Shocking Accident produit par Christine Oestreicher
  - Ballet Robotique produit par Bob Rogers
  - The Silence produit par Michael Toshiyuki Uno et Joseph Benson
  - Split Cherry Tree produit par Jan Saunders
  - Sredni vashtar produit par Andrew Birkin

### Meilleur court métrage (documentaire)
(remis par JoBeth Williams et David L. Wolper)
- If You Love This Planet produit par Edward Le Lorrain et Terre Nash
  - Gods of Metal produit par Robert Richter
  - The Klan: A Legacy of Hate in America produit par Charles Guggenheim et Werner Schumann
  - To Live or Let Die produit par Freida Lee Mock
  - Traveling Hopefully produit par John G. Avildsen

### Meilleur court métrage (animation)
(remis par Matt Dillon et Kristy McNichol)
- Tango produit par Zbigniew Rybczynski
  - The Great Cognito produit par Will Vinton
  - The Snowman produit par John Coates

## Oscars spéciaux

### Oscars d'honneur
(remis par Bob Hope)
- Mickey Rooney en reconnaissance de cinquante années de versatilité dans une grande variété de remarquables performances

### Jean Hersholt Humanitarian Award
(remis par Charlton Heston)
- Walter Mirisch

## Oscars scientifiques et techniques
Les Oscars scientifiques furent remis le 27 mars 1983 au Grand Ball Room du Beverly Hilton Hotel à Los Angeles.

### Oscar du mérite scientifique
- August Arnold et Erich Kaestner (Arnold and Richter, GmbH) pour la mise au point et la fabrication de la première caméra 35 mm reflex portable.

### Prix de l'achèvement scientifique ou d'ingénierie
- Leonard Chapman pour le concept, le développement et la fabrication de la dolly Pee Wee.
- Jacobus L. Dimmers pour la fabrication du Teccon Enterprises traducteur magnétique pour l'enregistrement sonore et le playback
- Colin F. Mossman et R&D Group of Rank Film Laboratories pour la mise au point d'un système de développement de 4 000 mètres de pellicules en laboratoire
- Brianne Murphy et Donald Schisler (Mitchell Insert Systems) pour le concept, la mise au point et la fabrication de la Caméra MSI Insert Car and Process Trailer.
- Mohammad S. Nozari (Minnesota Mining and Manufacturing Company) pour la recherche et le développement du 3M Photogard, enveloppe protectrice pour la pellicule
- Sante Zelli et Salvatore Zelli (Elemack Italia S.R.L.) pour le développement et la mise au point de la dolly « Elemack »

### Prix de l'achèvement technique
- Christie Electric et LaVezzi Machine Works  pour la mise au point et la fabrication de l'Ultramittent film transport pour les projecteurs Christie
- Dick Deats pour la fabrication du « Little Big Crane »
- Bran Ferren (Associates and Ferren) pour le développement d'un système automatisé d'effets lumières
- Cons Tresfon et Adriaan De Rooy (Egripment) et Ed Phillips et Carlos De Mattos (Matthews Studio Equipment) pour la mise au point et la fabrication du « Tulip Crane »

### Prix Gordon E. Sawyer
- John Aalberg

## Statistiques

### Récompenses
Huit Oscars
- Gandhi

Quatre Oscars
- E.T. l'extraterrestre

Deux Oscars
- Officiers et Gentleman

Un Oscar
- Le Choix de Sophie
- Volver a empezar
- La Guerre du feu
- Victor Victoria
- Tootsie
- Porté disparu

### Nominations
Onze nominations
- Gandhi

Dix nominations
- E.T. l'extraterrestre

Neuf nominations
- Tootsie

Sept nominations
- Victor Victoria

Six nominations
- Le Bateau
- Officier et Gentleman

Cinq nominations
- Le Verdict
- Le Choix de Sophie

Quatre nominations
- Porté disparu

Trois nominations
- Poltergeist

Deux nominations
- Frances
- Le Monde selon Garp
- Annie
- Blade Runner
- La Traviata
- Tron

Une nomination
- Où est passée mon idole ?
- La Cage aux poules
- Diner
- Volver a empezar
- Alsino y el cóndor
- Chastnaya zhizn
- Coup de torchon
- Ingenjör Andrées luftfärd
- Les Meilleurs Amis
- Rocky 3 : L'Œil du tigre
- Yes, Giorgio
- Coup de cœur
- La Guerre du feu